# Eryxô
Eryxô (en grec ancien : Ἐρυξώ) est une noble cyrénéenne, reine de la dynastie des Battiades. Très discrète sous le règne de son époux, Arcésilas II, elle défendit activement  les droits au trône de son fils, Battos III, à la suite de l'assassinat de son mari par Léarkhos. Après avoir éliminé l'usurpateur, avec l'aide de ses frères, elle exerça la régence jusqu'à la majorité de son fils.

## Biographie
Eryxô est la fille de Critola et la petite-fille d'Arcésilas Ier. Elle épousa le roi de Cyrène Arcésilas II, son cousin, dont elle eut un fils, Battos III.

### Reine-consort
Le règne d'Arcésilas II fut particulièrement difficile : peu après son accession au trône, la cité de Cyrène entra dans une situation de stasis, qui déboucha sur la fondation de la cité de Barqa. Sévèrement battu par les Libyens et les Barcéens lors de la bataille de Leukôn, Arcésilas II fut assassiné par son frère, Léarkhos.

### Reine douairière
Léarkhos prit le pouvoir, « sans doute sous la forme d'une régence ». Pour venger son époux, Eryxô fit périr l'usurpateur par la ruse.
Plutarque propose une version romancée de l'événement : courtisée par Léarkhos à la suite du décès de son mari, notamment parce qu'elle disposait d'une parentèle nombreuse et puissante au sein de la cité, Eryxô prit conseil auprès de ses frères. Laissant entendre qu'elle adhérait au projet de mariage, elle suggéra à Léarkhos d'en discuter avec ses frères. Ces derniers retardant autant que possible la rencontre, Eryxô fit transmettre à Léarkhos, par l'intermédiaire d'une de ses esclaves, que ses frères ne s'opposeraient plus à leur mariage une fois leur union consommée. S'il souhaitait épouser Eryxô, il devait donc se rendre la nuit chez la reine. La proposition était en fait un piège tendu par Eryxô et Polyarchos : venu sans escorte, Léarkhos fut assassiné dès son arrivée, et son corps jeté par-dessus les murailles de la cité.
L'usurpateur éliminé, Battos III fut proclamé roi. Néanmoins, des soldats égyptiens stationnés dans la cité informèrent Ahmôsis II du coup d'état. Accompagnés par Critola qui, en tant que sœur de Battos II, jouissait d'une grande considération, Eryxô et Polyarchos se rendirent auprès du Pharaon pour plaider leur cause. Cette ambassade fut couronnée de succès : louant la sagesse et le courage d'Eryxô, Ahmôsis II « honora Polyarchos et les deux femmes par des présents, les traita comme des personnes royales puis les renvoya à Cyrène ».
Par ce récit, Plutarque cherche à souligner les qualités morales de la reine battiade. En effet, à l'inverse d'Hérodote, Plutarque n'utilise jamais le terme de ruse, en grec ancien δόλος, pour décrire le piège tendu par Eryxô. Il insiste au contraire sur les qualités de la reine battiade, pleine de sagesse (sophrôn) et d’humanité (philanthropos). En outre, Plutarque loue l'habileté politique d'Eryxô qui, pour contrer les ambitions de Léarkhos, cherche l'appui de ses représentants légaux, ses frères, et n'assassine pas l'usurpateur de ses propres mains.

## Famille

### Mariage et enfants
De son mariage avec Arcésilas II naît :
- Battos III.